# Schwanberg (Adelsgeschlecht)

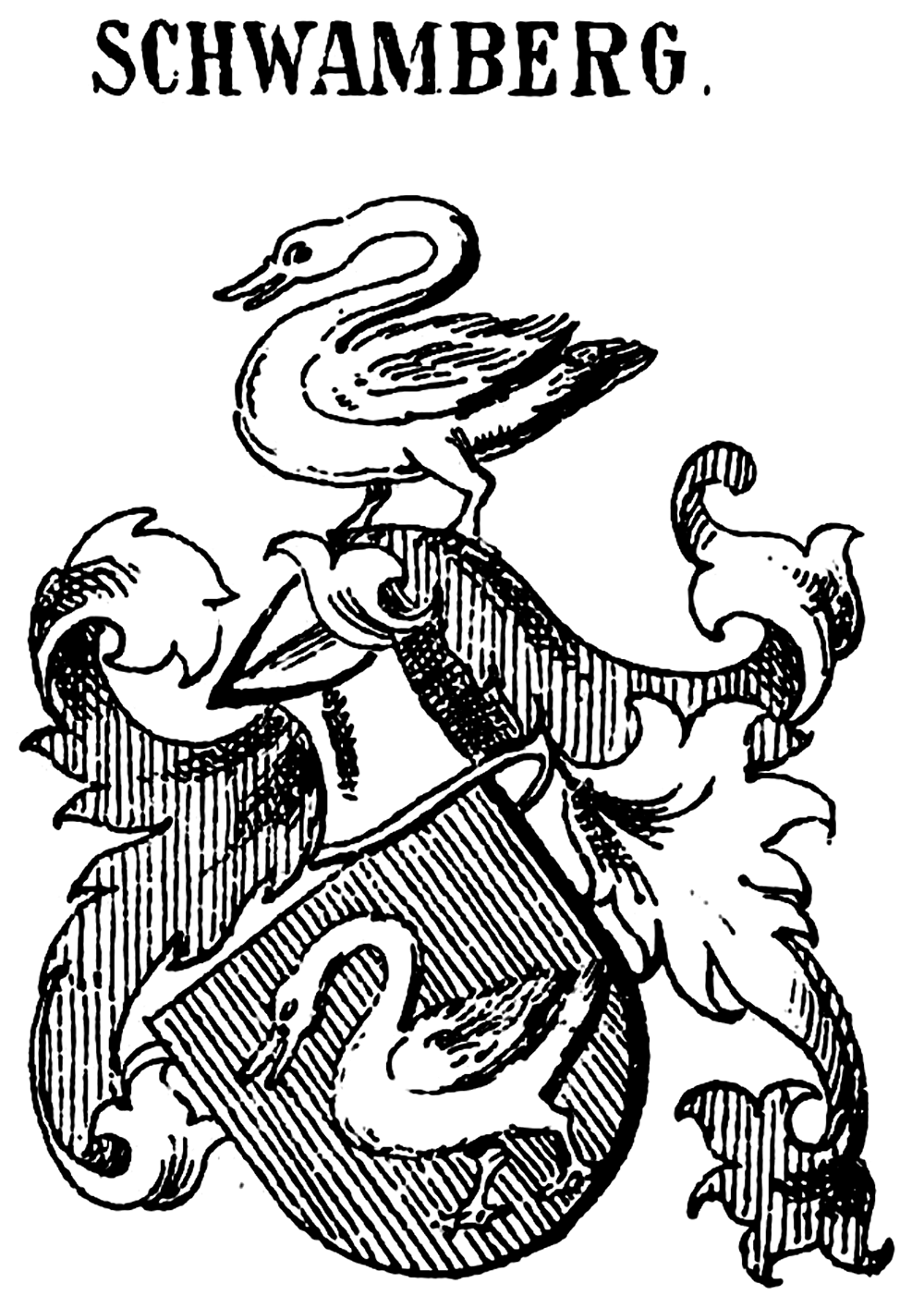
Stammwappen

Die Herren von Schwanberg, auch Schwamberg (tschechisch ze Švamberka, z Sswamberka, z Sswamberka und z Krasikowa) waren ein Ministerialengeschlecht aus der Sippe der Burggrafen von Pfraumberg (Přimda) im Pilsner Kreis in Westböhmen, das mit Ratmir von Skrziwin, Landrechtskämmerer im Pilsner Kreis 1224–1247 urkundlich in Libri erectionem I. als Gründer des Klosters Mies zuerst erschien.
Dessen Urenkel Bussek (Bohuslaw II.) von Schwanberg, 1306 Burggraf von Pfraumberg, erbaute vor 1330 die Burg Schwanberg (Krasikow) bei Tepl in Elbogner Kreis in Westböhmen. Seine Nachkommen waren im 14. und 15. Jahrhundert in zahlreichen Linien, insbesondere mit Hanowetz, Lestkowsky, Milikowecz, Muszkowsky und Krussina von Schwanberg weit verzweigt. Die Freiherrn von Schwanberg (z Krasikowa) hatten nach der ältesten böhmischen Herrenstandordnung vom Jahr 1501 den neunten Rang. Wappenvereinigung war mit dem gräflichen Haus Rosenberg auf Böhmisch-Budweis am 24. Februar 1614 für Johann Freiherrn von Schwanberg als Erben seines Oheims Peter Wok, letzten Regenten des Hauses Rosenberg sowie mit den Freiherrn von Paar am 28. November 1665 für Karl Freiherr von Paar und dessen Ehefrau Franziska Polyxena, geborene Freiin von Schwanberg.

## Wappen
- Stammwappen: In Rot ein freistehender silberner Schwan mit goldenem Schnabel und goldenen Füßen (Variante: Schwan auf Grünem Dreiberg). Gekrönter Helm mit rot-silbernen Decken, der Schwan, auch wachsend, nach rechts gekehrt zwischen einem offenen roten Adlerflug.
- Das vereinigte Wappen aus dem Jahr 1614 ist gespalten, vorn in Silber eine grünbesamte fünfblätterige Rose (Rosenberg), hinten das Stammwappen Schwanberg. Zwei Helme, rechts Rosenberg, links Schwanberg.

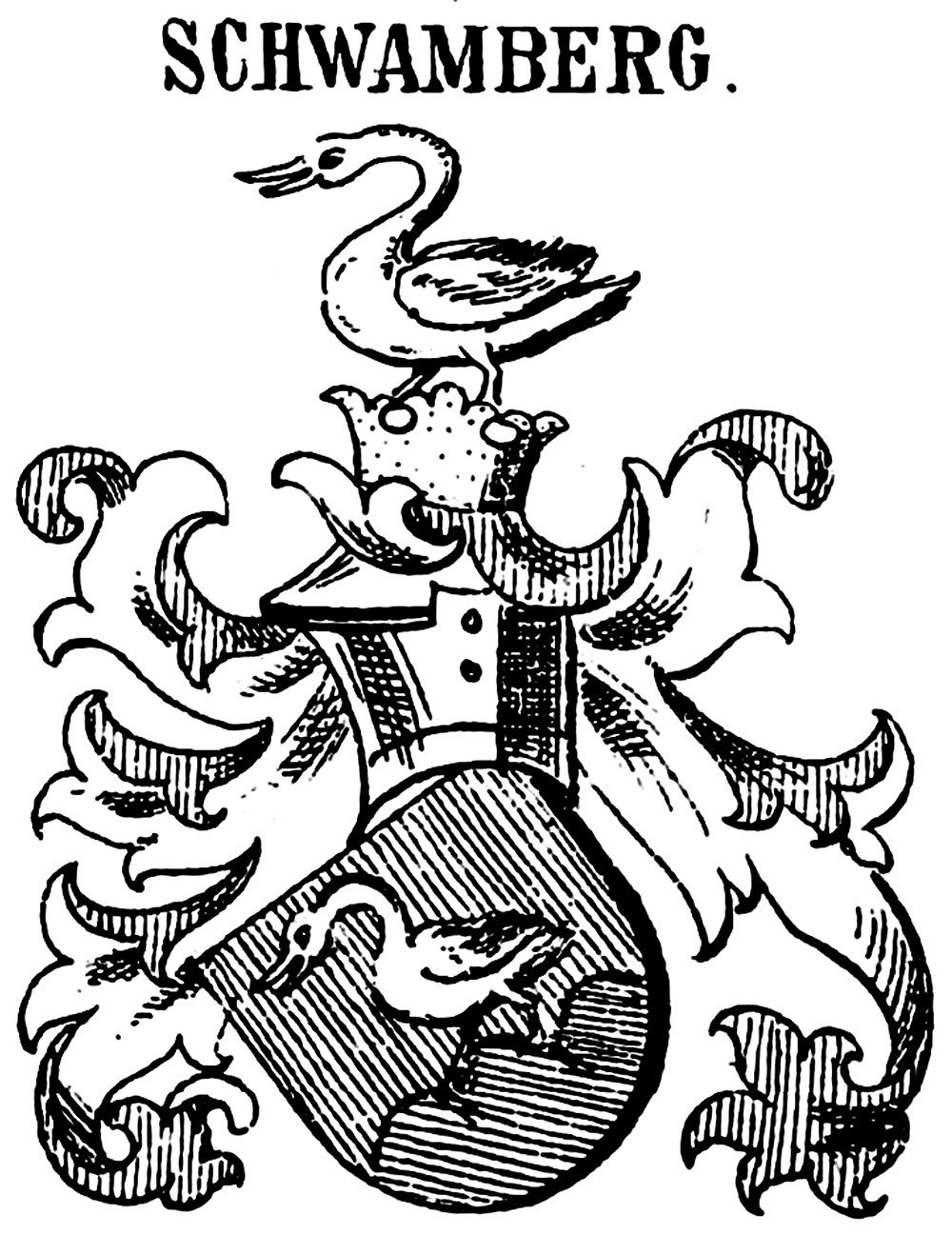
Wappenvariante
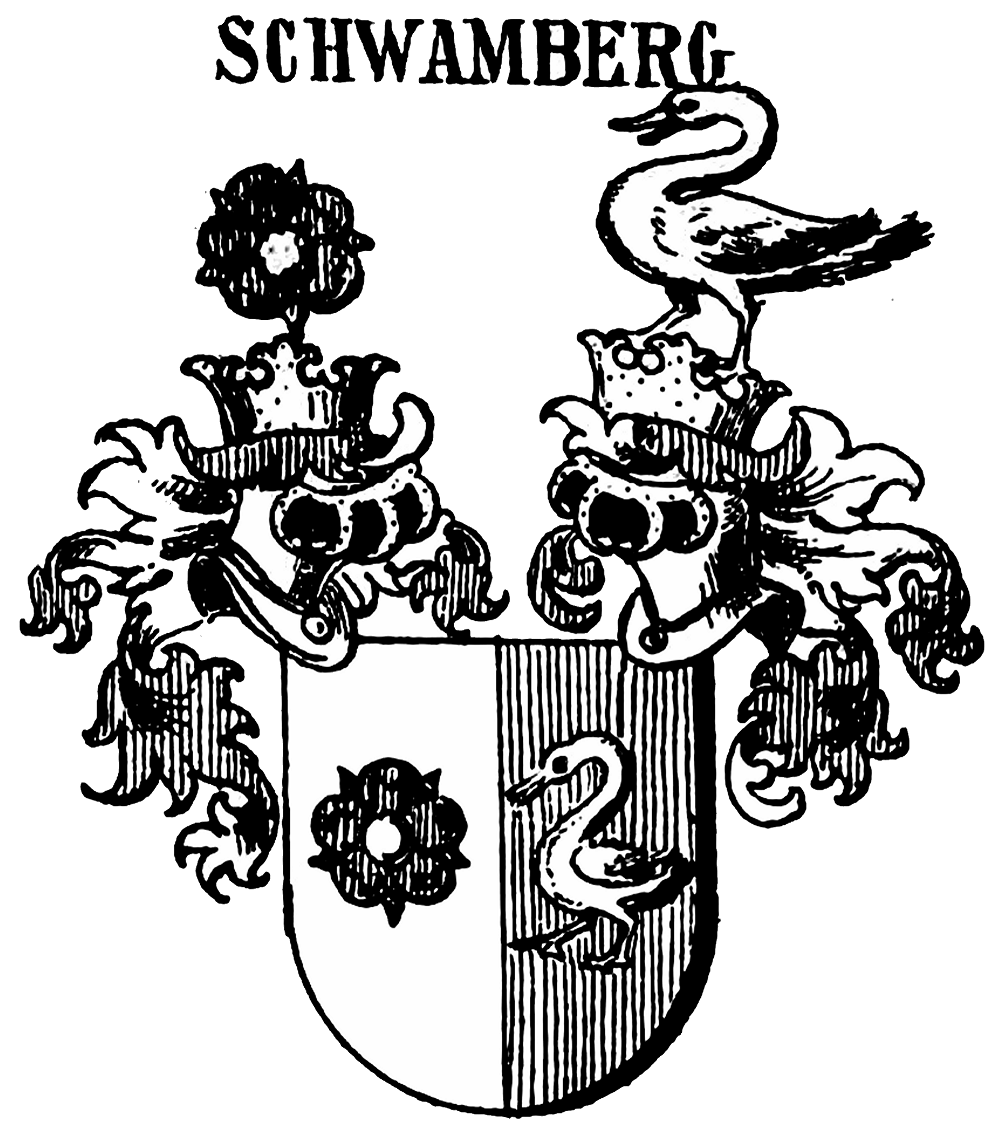
Wappen von 1614

## Geschichte
Das aus Westböhmen im Siedlungsgebiet des westslawischen Stammes der Choden stammende Geschlecht der Herren von Schwanberg war dort seit dem 13. Jahrhundert nachweislich und seit 1330 auf der namensgebenden Burg Schwanberg bei dem Ort Krasíkov ansässig, die Bohuslav II. (Bussek) von Haid (Bor) erbauen ließ. Von diesem Schwan(en)berg, vermutlich einem alten Kultplatz des Svantovit aus vorchristlicher Zeit, führt das Geschlecht, das sich nach dem Namen des Berges und der Burg von Schwanberg nannte, im Wappen einem weißen Schwan mit goldenem Schnabel und goldenen Füßen. Seit dem 14. Jahrhundert bis in das 17. Jahrhundert erwarben die Herren von Schwanberg zahlreiche Besitztümer in West- und Südböhmen und waren ein weitverbreitetes Adelsgeschlecht mit Ästen und Zweigen und stammen von dem Hauptstamm Haus Hayd (Bor) ab. Das erste Familienmitglied, welches das Adelsprädikat von Schwanberg führte, war der Erbauer der Burg auf dem Plateau des Schwanbergs, der Burggraf von Pfraumberg (Primda), Bohuslav II. Bussek von Bor u Tachova (Hayd, Haida, Haid).
Von Kokašice (Kokaschitz) aus erweiterten die Schwanberger im 15. und 16. Jahrhundert ihren Besitz nach Südböhmen. Das Geschlecht, dessen Mitglieder auch wichtige politische Aufgaben übertragen bekamen, teilte sich in mehrere Zweige auf. Den Mitgliedern des Hauptzweiges gehörten unter anderem Bor, Krasíkov, Kuttenplan, später dann Burg Zvíkov, Ratais, Grünberg, Deutsch Beneschau, Ronsperg, Blowitz, Mühlhausen, Orlík und Libějovice.
Die größte Persönlichkeit dieses Zweiges war Bohuslav von Schwanberg (* vor 1396; † 1425 in Retz). Sein Bruder Hynek Krušina, Hauptmann des Kreises Pilsen, verteidigte die Stadt 1431 gegen die Hussiten. Am 22. August 1420 übergab der römisch-deutsche König Sigismund den Brüdern Bohuslav und Hynek Krušina von Schwanberg für treue Dienste sämtlichen Besitz des zerstörten Klosters Nepomuk bei Pomuk, auf dessen Grund Hynek 1436 die Burg Grünberg bauen ließ.
Bohuslav der Jüngere verkaufte diesen Besitz 1464 an Zdenko von Sternberg. Bohuslav, ein Gegner des Königs von Böhmen Georg von Podiebrad, war einer der Mitbegründer der sogenannten Grüneberger Einheit (Jednota zelenohorská). 1473 kaufte er Burg Zvíkov. Ihm gehörten außerdem Petschau, Leskau und Karlsberg. 1484 wurde ein gegenseitiger Erbvertrags mit den Rosenberg für den Fall des Aussterbens der männlichen Linien geschlossen. 1651 starb Johann Wilhelm, das letzte Mitglied des Hauptzweiges, ohne Nachkommen.
Eine weitere bedeutende Linie waren die Herren von Pfraumberg. Ihnen gehörte unter anderem Rabenstein, Kynžvart und Weseritz. Diese Linie starb 1659 aus. Bedeutendste Persönlichkeit war Johann Friedrich, Hofrat und königlicher Berater, Landesrichter und Hauptmann des Kreises Pilsen.
Ein weiterer Nebenzweig des Geschlechts siedelte seit 1548 auf Ronsperg. Johann Georg war höchster Kämmerer und erbte nach dem Tod von Peter Wok von Rosenberg 1611 den Grundbesitz der Rosenberger, darunter Wittingau, Forbes, Rosenberg, Gratzen, jedoch nicht ohne Erbstreitigkeiten. Als der kinderlose Peter Wok 1597 die Herrschaft Rožmberk nad Vltavou an Johann Zrinski von Seryn, den Sohn aus der Ehe einer Schwester Eva mit Nikola Šubić Zrinski, übergeben und diesem noch Wittingau und Hohenfurth nach seinem Tode zugeschrieben hatte, führte dies zu Auseinandersetzungen um das Erbe, die sich zuspitzten, als 1601 überschuldete Rosenberger die Herrschaft Böhmisch Krumau an Kaiser Rudolf II. verkauften. Belegt wurden die Streitigkeiten letztlich 1610 im Testament Peter Woks, in dem der Rückfall der Herrschaft Rožmberk an die Schwanberger bei Zrinskis Tod niedergelegt war und diese gemäß dem alten Erbrezess Wittingau und Hohenfurth erhalten hatten. Bereits 1612 erhielt Johann Georg von Schwanberg auch die Herrschaft Rožmberk nach dem unerwarteten Tod Johann Zrinskis.
Sein Sohn Peter († 1620) war Kreishauptmann in Pilsen, nahm selbst an einigen Kriegszügen teil und unterstützte die Stände mit der Lieferung von Waffen. Er gehörte dem Standesdirektorium an und war Höchster Richter unter dem calvinistischen König von Böhmen Friedrich von der Pfalz. 1621 wurde er während der Rekatholisierung Böhmens post mortem zum Verlust des gesamten Vermögens verurteilt. König Ferdinand II. von Habsburg ließ seinen Grundbesitz einziehen und übergab diesen 1621 seinem siegreichen Feldherrn Charles Bonaventure de Longueval, Comte de Bucquoy.

## Herkunft und gemeinsame Vorfahren
Vgl. v. Prochazka 1973, S. 276.
- Ratmir von Skvirin (deutsch: von Speierling[3], alte Schreibform: Skuirino), ehemals eine kleine Königsburg bei Haid (Bor) in Westböhmen, nahe der Grenze zur Oberpfalz an einer alten Handelstrasse von Prag nach Nürnberg; heute ein Ortsteil der Stadt Bor u Tachova bei Tachov (Tachau). Ratmír ze Skviřína († 1247), war 1224–1247 Landrechtskämmerer im Pilsner Kreis, gründete 1238 das Kloster eines römisch-katholischen Ordens in der benachbarten Bergstadt Mies[4].
- Bohuslav I. 1272 bis 1275 Burggraf auf Burg Pfraumberg (Burg Primda), einer Grenzbefestigung nordwestlich der Kleinstadt Pfraumberg bei Tachau. Er nahm 1257 an einer Schlacht bei Mühldorf und 1260 an der Schlacht auf dem Marchfeld bei Dürrnkrut in Niederösterreich teil. Sein Vater war Ratmír II., 1250 bis 1263 Burggraf auf Pfraumberg. Seine Söhne waren Bussek (Bohuslav II.) und Ratmir III.[5]
- Ratmir III. (Raczek) genannt von Gstom. † nach 1290, auf Haid (Bor).
- Bussek (Bohuslav II. von Bor (Hayd)), 1306 Burggraf von Pfraumberg, nannte sich ab 1330 von Schwanberg (Bohuslav dictus de Swanberch miles) nach einer von ihm erbauten Burg Schwanenberg (Krasikow) bei Tepl (Teplá) und Eger (Cheb) in Westböhmen, † nach 1330.
- Bohuslav III. von Schwanberg auf Bor (Haid) und Krasnikow (Schwanberg), dann auf Kuttenplan und Groß-Lhotta; 1342 Gründer eines Klosters des Ordens der Augustiner, 1358 Landvogt und Schlosshauptmann (Burggraf) von Eger (Cheb), königlich böhmischer Oberstkämmerer und Landrechtsbeisitzer, † um 1379.
- Bohuslaw IV. Freiherr von Schwanberg (de Swanenberch, z Krasikowa), 1390 bis 1398 Oberstlandrichter im Königreich Böhmen, † um 1400, war verehelicht mit Cäcilie von Busstiehrad († 1426). Von ihren drei Söhnen wurde 
  - der älteste[6] **  Hynek auf Hayd der Stammvater des Hauses Hayd;
  - der zweite Sohn Heinrich der Ältere auf Klingenberg, † 16. Februar 1423, war verehelicht mit Margarethe von Rosenthal und Blatna (z Rozmitalu) auf Taus, († 1469 ?), 
    - deren Sohn Heinrich der Jüngere, verehelicht mit Elisabeth von Osek und Riesenberg, verstarb nach dem Jahr 1450 ohne Nachkommen.

  - der dritte Sohn Johann der Ältere († 1409 oder 1410 in Prag) war Hauptmann auf Tachau, wurde Stammvater des Hauses Pfraumberg und hatte 
    - den Sohn Johann den Jüngeren von Schwanenberg auf Rokitzan und Herr der Burg Pfraumberg, † vor 1518. Er war mit Hedwig von Rosenthal und Blatna (z Rozmitalu) verehelicht.

### Haus Haid (Bor) der Herren von Schwanberg
(tschechisch z Bora a Krasíkova)
- Hynek Freiherr von Schwanberg (z Krasikowa) auf Hayd (Bor u Tachova), Rokitzan, Grünberg und Manetin, Kreishauptmann des Pilsener Kreises und 1447 Schlosshauptmann von Eger (Cheb), † um 1454, war verheiratet mit Margarethe von Plauen, Herrin der Burg Königswart, Tochter des Heinrich von Plauen (z Plawna) und der Barbara Prinzessin von Anhalt.
- Bohuslav V. auf Burg Klingenberg (Zwikow), Hayd (Bor u Tachova), Grünberg und Ratay, Kreishauptmann des Pilsner Kreises, königlich böhmischer Obersthofmeister, * 1428, † 15. Februar 1481 (oder 1490), zu Grabe gelegt in Hayd, ehelichte 1452 Ludmilla Herrin von Rosenberg, Tochter des Ulrich II. erstem Regierer des Hauses Rosenberg aus dem Hause der Witigonen und der Katharina Freiin von Wartenberg.
- Hynek, auf Hayd und weiteren Besitzungen, königlich böhmischer Feldhauptmann, verstorben in Prag am 10. Juli 1489, verheiratet mit Kunigunde Freiin von Sternberg Tochter des Ulrich Wladislaw Freiherr von Sternberg und der Margaretha, geborene Freiin Plansky von Seeberg.
- Johann, auf Hayd, * um 1480, † 1533, beerdigt in Hayd (?), Pfandherr und Burggraf von Taus, verheiratet mit Behigna von Starhemberg (sie schloss eine zweite Ehe mit Ladislaus Freiherr von Lobkowicz). Das Ehepaar hatte drei Söhne: Peter von Schwanberg, * 1514, auf Ronsperg, Begründer der älteren Linie des Hauses Hayd (Bor u Tachova); Bartholomäus von Schwanberg, * 1514, auf Hayd, Begründer der jüngeren Linie des Hauses Hayd und Johann Erasmus von Schwanberg, * um 1520, † 10. Mai 1580, königlich böhmischer Oberstmünzmeister, verheiratet mit Kunigundes Krabicze von Weitmile, Tochter des Peter Krabicz Freiherr von Weitmühl auf Brüx in Westböhmen und der Anna Freiin von Sternberg.

Johann von Schwanberg († 1533) hatte den älteren Bruder Christoph auf Klingenberg, Ratay und Kestrzan, † 1534, in erster Ehe verheiratet mit Magdalena von Schellenberg († 1508), in zweiter Ehe mit Agnes von Kolowrat († 1538). Er hatte sechs Söhne mit weiteren Nachkommenszweigen. Der Sohn Christoph Heinrich, (* 1508, † 1574) Kreishauptmann des Bechiner Kreises, verkaufte im Jahre 1544 Krasikov (Schwanenberg), den namensgebenden Sitz des Geschlechtes, (oo 1. mit Katharina Freiin von Pernstein († 1552), ⚭ 2. 1554 mit Elisabeth Herrin von Rosenberg († 1576)). Deren Sohn Bohuslav VI. von Schwanberg, auf Worlik (oo mit einer Freiin von Lobkowicz) verstarb ohne Nachkommen, auch des Wenzel von Schwanberg (oo mit Anna Mezercziczky von Lomnicz) Sohn Johann von Schwanberg (* 1559) (oo mit Magdalena Freiin von Sternberg) hatte von den Söhnen Christoph († 1582) und Hynek († 1570) keine männlichen Nachkommen. Die Tochter Eva ehelichte Wilhelm Freiherr von Lobkowicz († 1526).

## Haus Hayd (Bor) Ältere Linie
- Peter II. Freiherr von Schwanberg auf Ronsberg, Burgherr und Pfandherr von Taus in Westböhmen, * 1514, † 24. Juni 1575; ⚭ 1. mit Dorothea von Haideck und Raweneck; ⚭ 2. 1553 mit Agnes Freiin von Lobkowicz († 19. Dezember 1572), Tochter des Johann Freiherr von Lobkowitz auf Zbirow und Libochowicz an der Eger in Böhmen, königlich böhmischer Obersthofmeister und der Anna, geborene Freiin von Kolowrat-Zehrowsky. Sein Sohn
- Johann Georg, auf Ronsperg, Worlik und Kestrzan, * 1555, † 1617, Kreishauptmann des Prachiner Kreises, durch Erbvertrag mit Peter Wok von Rosenberg, Regierer des Hauses Rosenberg vom 4. Januar 1604 dessen Nachfolger auf Wittingau, Gratzen und Rosenberg (Wappenvereinigung datiert 24. Februar 1614); ⚭ 1. Elisabeth Freiin von Duhnaw (ze Donina) aus dem Hause der Burggrafen von Dohna und der Elisabeth, geborene von Rogendorf; ⚭ 2. 1593 Elisabeth Freiin Collona von Fels, † 1616, Tochter des Linhart (Leonhard) Collona Freiherr von Fels (Kolonna von Völs) auf Engelsburg, Hartenstein, Buchau und Gießhübel, Kreishauptmann des Saazer Kreises in Westböhmen und der Elisabeth, geborene Freiin von Lobkowicz. Seine beiden Söhne sind
- Peter III. von Schwanberg, auf Worlik, Ronsperg, Wittingau mit Sobieslau, Forbes und Frauenberg, * 1581, † Prag 20. Mai 1620, Kreishauptmann des Pilsener Kreises, 1619 gewählter Landesdirektor des Königreichs Böhmen und nach der Schlacht am Weißen Berg bei Prag im November 1620 posthum verurteilt, geächtet und enteignet; ⚭ Kosel 20. September 1605 Anna Maximiliane Freiin von Oppersdorff, auf Budin und Libochowicz an der Eger in Böhmen.

Das Ehepaar hatte fünf Kinder, von denen der älteste Sohn Georg Wilhelm auf Groß-Janowicz in Schlesien unverehelicht nach 1638 verstarb; drei weitere Söhne verstarben in jungen Jahren, ihre Tochter Maria Katharina von Schwanberg ehelichte den Bartholomäus Freiherr von Zierotin auf Prerau in Böhmen, königlich schwedischer, dann königlich polnischen Oberst.
- Adam von Schwanberg, † 24. Dezember 1664, verehelicht mit Anna Katharina, geborene Rzepiczky von Sudomierz(icz). Er wurde 1621/23 zur Konfiskation aller Güter verurteilt und lebte mittellos in Prag, wurde im Jahre 1642 teilweise formell restituiert, was er nicht annahm. Er trat seine Besitzrechte an Klingenberg und anderen Liegenschaften in Böhmen 1655 an Karl Freiherr von Paar, den Ehemann seiner Nichte Franziska Polixena, geborene Frein von Schwanberg, aus der jüngeren Linie des Hauses Hayd (Bor) ab. Die Besitzrechte an der Herrschaft Wittingau in Südböhmen und andere trat Adam von Schwanberg 1664 an Johann Adolf Reichsfürst von Schwarzenberg, Statthalter der Niederlande und kaiserlicher Konferenzminister ab.

Die konfiszierten Schwanberg’schen Herrschaften Gratzen (Nove Hrady), Rosenberg (Rožmberk nad Vltavou), Sonnberg (Zumberk u Novych Hradu) in Südböhmen und weitere erhielt nach der Schlacht am Weißen Berg bei Prag im November 1621 der siegreiche Feldmarschall Charles Bonaventure de Longueval, Comte de Bucquoy. Die konfiszierte Herrschaft Worlik an der Moldau mit Ronsperg und Klingenberg (Zwikow) wurde 1623 an Johann Ulrich Reichsfürst von Eggenberg verkauft. Frauenberg (Hluboka) wurde zusammen mit der königlichen Stadt Wodnian an Don Baltasar von Marradas, auf Neu-Woschnitz (Mlada Vozice), Schellenberg und Rothenlotta in Pfand gegeben und später übereignet; von dessen Erben, dem Neffen Don Francisco de Marradas Graf von Salent wurde Wodnian und Frauenberg 1661 bzw. 1669 an Johann Adolph Graf von Schwarzenberg, verkauft.

## Haus Hayd (Bor) jüngere Linie
- Bartholomäus Freiherr von Schwanberg, auf Hayd, (* 1516, † 1587), verheiratet mit Elisabeth geborene Freiin von Rogendorf(f), auf Patek, (* 1533, † 1600), (wiederverehelicht mit Johann Freiherr von Lobkowicz, Oberstkämmerer und deutscher Lehenshauptmann im Königreich Böhmen), Tochter des Wolfgang Freiherr von Rogendorff auf Mollenburg, Burggraf von Steyr. Sein Sohn
- Johann Wilhelm Freiherr von Schwanberg, auf Bor (Hayd), Klingenberg, Mitriwicz und Kestrzan, † 11. September 1590; ⚭ 1. 1578 Margarethe Freiin von Lobkowitz-Hassenstein; ⚭ 2. 1586 Anna Freiin (Zagicz) von Hasenburg. Seine beiden Söhne waren
  - Johann Bartholomäus, auf Platz (Straz), † 12. Mai 1608; ⚭ Barbara Freiin von Donin, Tochter des Karl Freiherr von Donin auf Lämberg aus dem Hause der Burggrafen von Dohna.
  - Georg Ehrenreich, auf Klingenberg und Kestrzan, † 1614; ⚭ Griseldis Freiin von Donin, auf Marienhöfen und Zummern († 1621), Tochter des Konrad Freiherr von Donin aus dem Hause der Burggrafen von Donin, auf Gabel in Nordböhmen und der Katharina, geborene Freiin Berka von Dub und Leipa. Das Ehepaar hatte zwei Kinder, die Tochter Ludmilla und den Sohn Johann Wilhelm von Schwanberg auf Hayd, Kestrzan und Augezd, am 6. Januar 1651 verstorben und im Kloster in Pisek zu Grabe gelegt. Er war mit Johanna Gräfin Trczka von Lippa († 5. Oktober 1651) verehelicht und hatte drei Töchter: Anna Eusebia, auf Chrast, verehelicht 1651 mit Leonhard Ullrich Graf von Harrach, Freiherr zu Rohrau; Franziska Polyxena, auf Kestrzan, am 2. September 1651 verehelicht mit Karl Freiherr (1654 Graf) von Paar, kaiserlicher Oberst-Hofpostmeister im Königreich Böhmen, welcher zusammen mit seiner Ehefrau 1665 die Bewilligung der erblichen Wappenvereinigung mit Schwanberg und Rosenberg erhielt; und Maximiliane Eleonore, auf Augezd, verehelicht mit Georg Adam Graf von Kuefstein († 1656).

### Schwamberger von Leskau
Den Schwambergern von Leskau (tschechisch Lestkovští oder z Leskova) gehörten Kloster Chotieschau, Kloster Heiligenfeld, Hradischt, Dorf Květov, Leskau, Lety, Mariafels, Mies, Mirowitz, Weißensulz und Zahořany u Domažlic.
1. Ratmír erwähnt von 1250 bis 1263.
  1. Neustup († 1360)
    1. Ratmír († 1399; erwähnt von 1360 bis 1394).
      1. Johann (auch Jan, oder Neustup), war seit 1394 Pfarrer in Ottenreuth, seit 1399 Priester in Mies, von 1402 bis 1405 Pfarrer in Schüttwa, später Propst von Moldauthein, 1407 bis 1416 Domherr von Vyšehrad und von 1420 bis 1427 Archipresbyter von Horschau
      2. Bavor, auch Bavůrek († 1425)
        1. Heinrich Bavor (Jindřich Bavor)
          1. Johann Bavor (Jan Bavor), sein vermeintlicher Sohn machte sich seit 1506 einen Namen als Raubritter. Er soll benachbarte Herrschaften überfallen und in Pilsen Feuer gelegt haben. Die Pilsner Bevölkerung spähte schließlich sein Versteck aus. Man entführte ihn aus seiner Festung und inhaftierte ihn. Nach Folterungen wurde er schließlich hingerichtet. Seine Ländereien fielen an die Stadt Pilsen.

### Schwanberger von Zvíkov
(tschechisch ze Zvíkova) gehörte Bechin, Dobeví, Heiligenfeld, Hradischt, Kašperk, Krasíkov, Kestřany, Lety, Kloster Milevsko, Orlík, Ratai, Ronsperg, Sudoměř, Zvíkov
1. Christoph (Krištof) († 13. Januar 1534), Sohn des Heinrich aus dem Geschlecht der Schwanberger von Bor und Krasíkov. Verheiratet mit Mandalena von Schelmberg (Mandaléna ze Šelmberka) († 19. April 1508), Agnes von Kolowrat (Anežka z Kolovrat) († 15. März 1538), bestattet im Kloster Bechin.
  1. Heinrich (Jindřich) (* 1508; † 18. Januar 1574), diente seit 1528 am Hof in München, übernahm 1534 väterliche Höfe. 1544 bis 1549 war er Hofrichter und Landeshauptmann von Bechin. Verheiratet mit Katharina/Kateřina, Tochter des Johann von Pernstein und Elisabeth von Rosenberg (Eliška z Rožmberka) Bechin vererbte er Christoph, Kestřan erhielt seine Witwe.
  2. Johann (Jan) († 12. Januar 1559), seit 1557 Hofrichter. Verheiratet mit Magdalene von Sternberg (Magdaléna ze Šternberka) († 1572).
    1. Christoph (Krištof) († 17. Juni 1582), seine Ländereien vererbte er seinen Onkeln aus dem Geschlecht Schwanberg von Bor. Verheiratet mit Eva Hasenstein von Lobkowitz (Eva Hasišteinská z Lobkovic), Johanna von Schelmberg (Johanka ze Šelmberka) († 1573).
    2. Hynek († 25. Juni 1570), verheiratet mit Sibylle von Schlick (Sibyla Šlikovna) starb ohne Nachkommen.

  3. Bohuslav, († 3. Dezember 1552) verheiratet mit Johanna von Lobkowitz (Johanka z Lobkovic). Johanna heiratete Wenzel Berka von Dauba (Václav Berka z Dubé) und brachte Orlík in die Ehe.
  4. Ratmír
  5. Wenzel (Václav) († 9. Dezember 1562), verheiratet mit Katharina von Lomnitz (Kateřina z Lomnice) († 1561),
  6. Zdeniek (Zdeněk), († 22. Januar 1553), verheiratet mit Anna von Lobkowitz (Ana z Lobkovic).

### Schwanberg von Bor
(tschechisch z Boru), waren Besitzer der Ländereien von Újezd (Aujest), Bor, Chrast, Forbes, Heřmaň, Haus in Hradschin, Kestřany, Lasovice, Libějice, Maschau, Miroditz, Nové Hrady, Neustadtl, Orlík, Ronšperk, Rosenberg, Schmiedschlag, Amt von Taus, Wittingau, Velké Janovice, Zvíkov.
1. Johann († 1533 in Bor), dritter Sohn von Hynek aus dem Geschlecht der Schwanberg von Bor und Kraíkov. Durch die Heirat mit Bengina von Starhemberg (Benigna ze Starhemberka) und die Nähe zu Bayern, kam es bei seinen Nachkommen zur Vermischung mit Deutschen. Johann trat dem protestantischen Glauben bei.
  1. Peter († 24. Juni 1575) erhielt das Amt Taus. Er war mit Dorothee von Haidegg (Dorota z Haideka) († 1551) und seit 1553 mit Agnes von Lobkowitz (Anežka z Lobkovic) († 19. Dezember 1572) verheiratet.
    1. Johann Georg (Jan Jiří) († Juni 1617), Kreisrat, seit 1595 Rat der Kammer, 1600 bis 1609 Hofrichter, 1609 bis 1611 Höchster Richter und Hauptmann von Bechin und Pracheň. Von Peter Wok von Rosenberg erbte er 1611 mehrere Ländereien der Rosenberger. Verheiratet mit Elisabeth von Donin (Eliška z Donína) († 1592) und Elisabeth Colonka von Fels (Eliška Colonka z Felzu) († 1616).
      1. Einige Töchter.
      2. Jan Erazim († 1602)
      3. Peter (Petr) († Mai 1620 in Prag), reiste 1600 nach Paris. 1605 heiratete er Anna Maximilian von Obersdorf (Anna Maximiliána z Oprštorfu), wurde 1607 zum Hauptmann von Pilsen ernannt. 1612 begleitete er König Matthias zur Kaiserwahl nach Frankfurt. 1615 wurde er Verwalter des Familienvermögens. 1618 zur Zeit des Ständeaufstandes wurde er in das Direktorium berufen. 1621 wurde sein Vermögen konfisziert und sofort weiterverkauft. Seine Witwe, die einen Zerotin heiratete, lebte mit ihren Kindern eine Zeit lang in Frankfurt und flüchtete später nach Polen.
        1. Drei Töchter
        2. Georg Wilhelm (Jiří Vilém), lebte noch 1634 und erhielt 1638.
        3. Johann Erasim (Jan Erazim)
        4. Johann Wilhelm (Jan Vilém)
        5. Georg Friedrich (Jiří Bedřich)

      4. Adam († 24. Dezember 1664), war zum Todeszeitpunkt seines Bruders Peter noch nicht volljährig. Da er sich auch außer Landes befand, wurde er nicht verfolgt, jedoch wurde auch sein Vermögen konfisziert. Erst 1652 sollte er gewisse Entschädigungen erhalten, deren Annahme er jedoch verweigerte. Er lebte von Zuwendungen seiner adeligen Freunde. Seine Habseligkeiten vermachte er seiner Frau Anna Katherina von Sudoměře (Anna Kateřina Řepická ze Sudoměře), die Rechte der Familie 1655 den Grafen von Paar, die Rechte an Wittingau an die Herren von Schwarzenberg.

  2. Bartholomäus (Bartoloměj) († 17. Mai 1560), verheiratet mit Elisabeth von Roggendorf (Eliška z Roggendorfu) († 1587)
    1. Johann Wilhelm (Jan Vilém) († 11. September 1590). Verheiratet mit Markete von Hasenstein und Lobkowitz und ab 1586 Anna von Hasenburg.
      1. Johann Bartholomäus (Jan Bartoloměj) († 12. Mai 1608), verheiratet mit Barbara von Donin (Barbora z Donína), ohne Nachkommen.
      2. Georg Ernerich (Jiří Ernreich) († 1614), verheiratet mit Kryzelda von Donin.
        1. Johann Wilhelm (Jan Vilém) († 6. Januar 1651 in Písek), verheiratet mit Johanna Trcka von Leipa (Johanka Trčkovna z Lípy), ohne Nachkommen.
        2. Anna Markete (Anna Markéta)
        3. Anna Eusebie (seit 1651 verheiratet mit Linhart Ulrich von Harrach (Linhart Oldřich z Harrachu))
        4. Franziska Polyxena (Františka Polyxena) heiratete mit Erlaubnis des Königs am 2. August 1651 Karl von Paar. Durch diese Ehe erhielt die Familie Paar das Recht, das Wappen des ausgestorbenen Adelsgeschlechts der Schwanberger weiterzuführen. Dieses Wappen führen sie heute noch.
        5. Maximilia Eleonore (verheiratet mit einem Georg Adam von Kuefstein)

  3. Johann Erazim (Jan Erazim) († 10. Mai 1580), von 1557 bis 1560 Hauptmann in Schlaggenwald und Schonfeld, 1561 bis 1566 Höchster Münzmeister. Verheiratet mit Kunka von Weitmühl (Kunka z Veitmile), ohne Nachkommen.

### Schwanberger von Mutzken
(tschechisch z Muckova) gehörte Altsattel, Lutschitz, Millikau, Mutzken.
1. Dobeš († 1403), Bruder des Buschek von Bor
  1. Hynek
  2. Swojsche (Svojše), erwähnt 1433 und 1435
  3. Buschek (Bušek)
  4. Racek
  5. Karl (Karel)
  6. Janek, erwähnt 1433, 1435, 1459
    1. Katharina (Kateřina)
    2. Burjan (erstmals erwähnt 1464), von 1480 bis 1489 Burggraf auf Blatná
      1. Johann (Jan), wuchs unter Vormundschaft von Bohuslav von Schwanberg auf, war verheiratet mit Elisabeth von Kobershain (Eliška z Kobrshainu)
        1. Burian (Burjan) (erwähnt 1535), starb ohne männliche Nachkommen.

### Schwanberg von Věžka
(tschechisch Vězečtí oder z Věžky) gehörten Stupno, Věžka, Zwirschen
1. Racek (Ratmír), Sohn von Bohuslav (1251 bis 1306) wurde 1290 gemeinsam mit seinem Vater schriftlich erwähnt. Urahne der Herren von Věžka.
  1. Ratmír mit seiner Frau Žižka lebten seit der ersten Hälfte des 14. Jahrhunderts auf der Burg Věžka.
    1. Racek (1351 bis 1375) gilt als Fundator der Pfarrei und 1367 der Kirche in Druzdov. Tacek war mit Marie (Maruš) und Ofka verheiratet.
      1. Hynek
      2. Buschek (Bušek) (erwähnt 1367 bis 1380)
      3. Jeschek (Ješek) (erwähnt 1367 bis 1402)
        1. Johann Bavoric (Jan Bavořic) (erwähnt 1386 bis 1414)
          1. Burjan († nach 1508) (erwähnt 1490), Ehefrau Vorschila (Voršila)
            1. Johann, der jung starb.
            2. Erste Tochter heiratete Johann von Rochlov (Jan z Rochlova).
            3. Anna heiratete einen Nachkommen der Rabsteiner (z Rabštejna). Durch diese Vermählung kam Zwirschen in deren Hände.

        2. Pribyslav (Přibyslav).

  2. Elisabeth (Eliška) heiratete 1332 Odolen von Chiesch (Odolen z Chyše)

### Schwanberg von Komberk
(tschechisch z Komberka), hielten neben der Burg Komberk bei Tuschkau,
Brzezina, Darov, Epovice, Heiligenkreuz b. Weißensulz, Jiřín, Leveč, Těňovice, Újezdec, Všehrdy
1. Ctibor
  1. Zibrid (Žibřid) (erwähnt 1378)
  2. Wenzel Tavak (Václav Tavák) (erwähnt 1378 bis 1417), Burggraf von Písek.
  3. Benesch (Beneš) († vor 1408) (erwähnt von 1383 bis 1402)
  4. Heinrich Schwan (Jindřich Labuť) († nach 1429) (erwähnt 1402 bis 1429), Burggraf in Rokitzan, verheiratet mit Elisabeth von Kotop (Eliška z Kotopek)
    1. Tochter († 1434)
    2. Dorothea (Dorota) (erwähnt 1454)

### Schwanberger von Honau
(tschechisch Hanovci ze Švamberka) erhielten ihren Nachnamen vermutlich vom Dorf Kokaschitz und hielten Beneschau mit sieben weiteren Dörfern, Honau, Lomec, Rokitzan, Burg Třebel.
1. Hynek, (erwähnt 1379), verheiratet mit Froze († um 1413).
  1. Hynek († um 1413–1414), Burggraf in Tachau.
  2. Johann
    1. Johann der Jüngere († vor 1431), um 1411 Befehlshaber der Herren von Krasík, 1419 verteidigte er an der Seite des Königs Sigismund Krasíkov. Für seine Dienste verpfändete ihm der König das Kloster Kladruby. Der Pfand wurde 1422 widerrufen, dafür erhielt er neben finanzieller Entschädigung auch den Zoll von Mies und die Maut von Taus. Später schlug er sich auf die Seite der Hussiten.

### Schwanberg von Milikau
(tschechisch Milíkovci ze Švamberka) waren Eigentümer von Bušovice, Hradisch, Kamaik, Kokotov, Kořeň, Millikau, Haus in Prag, Střapoli, Vlčkovice, Žernovník
1. Jaroslav
2. Ulrich (erwähnt 1402 bis 1410)
  1. Petr, Sohn von Jaroslav oder Ulrich, nannte sich seit 1413 Petr Schwan (Petr Labuť), von 1423 bis 1440 Burggraf auf Manetin.
    1. Bernart († 1454), verheiratet mit Katharina von Sonvald
      1. Johann erhielt 1468 den Hussiten verpfändete Ländereien der Rosenberger. Johann nannte sich später Burjan. Sein Vermögen vermachte er Christoph von Schwanberg. Verheiratet mit Elisabeth von Kolovrat.
      2. Heinrich

    2. Prokop (erwähnt 1446 bis 1468)
      1. Wenzel (Václav) (erwähnt von 1456 bis 1480), lebte in Südböhmen
      2. Johann, von 1472 bis 1516 Großprior des Ordens des Hl. Johann in Böhmen.

### Schwamberg von Bušovice und Střapole
(tschechisch z Bušovic a Střapole) waren Besitzer von Střapole
1. Racek († 1408), hinterließ Waisenkinder.
  1. Lipolt (erwähnt 1412 und 1449), verheiratet mit Katharina
    1. Katharina

  2. Racek der Ältere (erwähnt 1447), Beamter in Rokitzan, 1471 Burggraf von Taus, 1472 Burggraf von Písek und 1478 in Frauenberg.

### Schwanberg von Pfraumberg
(tschechisch z Přímdy), waren Eigentümer von Bad Königswart, Bettlern, Bor, Chiesch, Gutstein, Hesselsdorf, Kladrau, Krasikov, Ležky, Lipkowitz, Manetin, Moukoděly, Neustadtl, Osojný, Burg Pfraumberg, Příběnice, Rabstein, Rokitzan, Rosshaupt, Saduba, Schwanberg, Třebel, Trpist, Weseritz, Wossant, Zummern.
1. Johann der Ältere, der jüngste Sohn des Bohuslav IV. Freiherr von Schwanberg (Krasíkov), war seit 1390 Domherr in Prag. Nachdem er sich nicht weihen ließ, wurde er des Amtes 1399 enthoben. Seit 1404 war er Burggraf in Tachau (Tachov), 1410 wurde er auf Befehl des Königs Wenzel in Prag enthauptet.
  1. Johann der Jüngere († vor 1460), nahm 1434 an der Schlacht von Lipan und an Eroberungen von Burgen in der Region Schlan teil. Von Hynek Kruschina von Lichtenburg erhielt er 1446 die Stadt Rokitzan (Rokycany) und wurde 1452 zum Verwalter von Rokitzan gewählt. Verheiratet mit Hedwig von Rosenthal und Blatna (z Rozmitalu).
    1. Zdeniek (Zdenko) († vor 1518), erhielt 1457 einen königlichen Majestätsbrief über die Pfandherrschaft Pfraumberg, verheiratet mit Anna Freiin von Lichtenburg (Adelsgeschlecht)
      1. Nikolaus († um 1531), verheiratet mit Anna Kfelířovna ze Zakšova, die lange Zeit Vormund seiner minderjährigen Kinder war.
        1. Adam († 1590), war 1560 bis 1577 Hofrichter, danach bis 1581 Landesrichter. Verheiratet mit Anna von Reizenstein († 1575) und der Witwe Berka von Dauba Kryzelda von Lobkovitz, die nach dem Tod ihres Mannes Jaroslav von Kolowrat heiratete.
          1. Benigna, verheiratet mit Johann von Roupa (Jan z Roupova)
          2. Lidmila, verheiratet mit Peter von Kokorow (Petr z Kokořova na Olši)

        2. Zdeniek (erwähnt 1577)
        3. Joachim (Jáchym) († Herbst 1574), war von 1562 bis 1566 Burggraf von Eger (Cheb) in Westböhmen, danach Kreisrat und von 1570 bis 1574 Kammerpräsident, bestattet in der Kapelle in Krasikov. Verheiratet mit Agnes von Schlick und Sibylle von Schlick.
        4. Heinrich (der Jüngere) († zwischen 1586 und 1591), starb ohne Nachkommen
          1. Georg Peter († 6. April 1608), heiratete 1588 Potencina Hofmank von Grünbichl
            1. Anna Marie († 1619), Vormund der beiden Brüder
            2. Johann Friedrich, († 10. Januar 1659) Katholik, heiratete 1622 Maria Magdalena von Dohna, reiste mit ihr durch die Welt, Nach 1627 war er Kreisrat, Landesrichter, Hofrat und Hauptmann des Kreises Pilsen.

          2. Johann Sebastian († 7. Januar 1615), verheiratet mit Eva von Lobkowitz, starb ohne Nachkommen.

      2. Kaspar Ernst († nach 1586)

### Schwanberg vonSkrziwin
gehörte in Mähren Kwasitz, Namiescht
1. Matthäus, heiratete 1421 Anna von Beneschau und von Kwassitz, eine verwitwete Ronov.
  1. Johann
  2. Thomas (erwähnt 1447)

## Wissenswertes
Die Gründung der Burg Schwamberg und des Adelsgeschlechtes der Schwanberg werden in der Volkssage Die Gründung der Burg Schwanberg behandelt.